# Rhacophorus nigropalmatus
La rana voladora de Wallace o rana de Wallace (Rhacophorus nigropalmatus) es una especie de anfibio anuro de la familia Rhacophoridae. Esta rana habita en Tailandia, Malasia e Indonesia. Posee unos pies de enorme tamaño y muy palmeados, lo que le permite planear entre los árboles. La enorme membrana interdigital que poseen, a veces clasificada como un tipo de  patagio, ayuda frenar su caída cuando saltan al vacío desde una rama. Empleando esta técnica, pueden llegar a planear distancias de 15 metros.
El nombre común hace referencia a Alfred Russel Wallace, destacado biólogo que fue el primero en conservar un espécimen de R. nigropalmatus.